# Gemaal Driepoorten
Het Gemaal Driepoorten is een gemaal in de wijk Presikhaaf in de Nederlandse stad Arnhem. Het gebouw dateert uit 1956. Het was vroeger ook een poldergemaal, maar tegenwoordig wordt het alleen nog gebruikt als vuilwaterpersgemaal voor de wijken Geitenkamp, Paasberg, Plattenburg en Presikhaaf. Het gemaal perst dit water naar de rioolwaterzuiveringsinstallatie in Duiven. Vroeger werd dit vuile water rechtstreeks geloosd op de rivier de IJssel. De naam verwijst naar het naastgelegen Driepoortenviaduct in de spoorlijn Arnhem-Zevenaar.
Van een van de centrifugaalpompen in het gemaal is een klein monument gemaakt. Deze pomp heeft dienstgedaan van 1956 tot 2000, en heeft in die tijd 115 miljard liter water verpompt.